# 246 هـ
246 هـ هي سنة في التقويم الهجري امتدت مقابلةً في التقويم الميلادي بين سنتي 860 و861.

## أحداث
- بناء جامع القرويين في فاس.
- إجراء الفداء (تبادل الأسرى) بين العباسيين خلافة المتوكل وملك الروم ميخائيل بن توفيل، وكان القائم به علي بن يحيى الأرمني أمير الثغور الشامية ونصر بن الأزهر الطائي.
- المتوكل ينتقل إلى الجعفرية أو المتوكلية بعد انتهاء بنائها وينقل إليها الأعمال والحاشية في يوم عاشوراء.
- زعامة بني الرسي في صعدة وصنعاء.
- الأمير محمد يقاتل الفرنجة في جهة بنبلونة ويفتح الحصون، وكان الفرنجة قد هاجموا لشبونة ودخلوا بنبلونة فأخرجهم المسلمون منها وأسروا ملكها.

## مواليد
- ابن عبد ربه - شاعر وأديب أندلسي.
- أبو سعيد بن الأعرابي

## وفيات
- أبو ثور البغدادي
- أحمد بن إبراهيم الدورقي